# Gillo Pontecorvo
Gilberto „Gillo“ Pontecorvo (19. listopadu 1919 Pisa – 12. října 2006 Řím) byl italský filmový režisér a scenárista.

## Život
Narodil se v židovské podnikatelské rodině. Měl sedm sourozenců, bratr Bruno Pontecorvo se stal jaderným fyzikem. V roce 1941 vstoupil do Italské komunistické strany a pracoval v odbojovém hnutí. V roce 1946 byl hercem ve válečném filmu Alda Vergana Slunce zase vychází. Nedokončil studium chemie, byl novinářem, amatérským filmařem a asistentem režie, první celovečerní film natočil v roce 1957.
Vycházel z neorealismu a věnoval se převážně politickým a sociálním tématům. Za film Bitva o Alžír získal ceny Zlatý lev a Nastro d'Argento a byl nominován na Oscara. Ve filmu Ostrov v ohni, oceněném Donatellovým Davidem, hrál hlavní roli Marlon Brando.
Byl mu udělen Řád zásluh o Italskou republiku. V letech 1992 až 1996 byl ředitelem Benátského filmového festivalu.

## Dílo
- 1954 Římský trh na Porta Portese
- 1955 Giovanna
- 1957 Velká modrá cesta
- 1959 Chléb a síra
- 1959 Kápo
- 1966 Bitva o Alžír
- 1969 Ostrov v ohni
- 1979 Operación Ogro
- 1984 L'addio a Enrico Berlinguer
- 1997 I Corti italiani
- 2001 Un altro mondo è possibile
- 2003 Firenze, il nostro domani